# Stellifer colonensis
Stellifer colonensis és una espècie de peix de la família dels esciènids i de l'ordre dels perciformes.

## Morfologia
- Els mascles poden assolir 15 cm de longitud total.[4][5]

## Hàbitat
És un peix de clima tropical i demersal que viu fins als 25 m de fondària.

## Distribució geogràfica
Es troba a l'Atlàntic occidental: Panamà, Puerto Rico, Haití i Veneçuela.

## Observacions
És inofensiu per als humans.